# Ульман, Миха

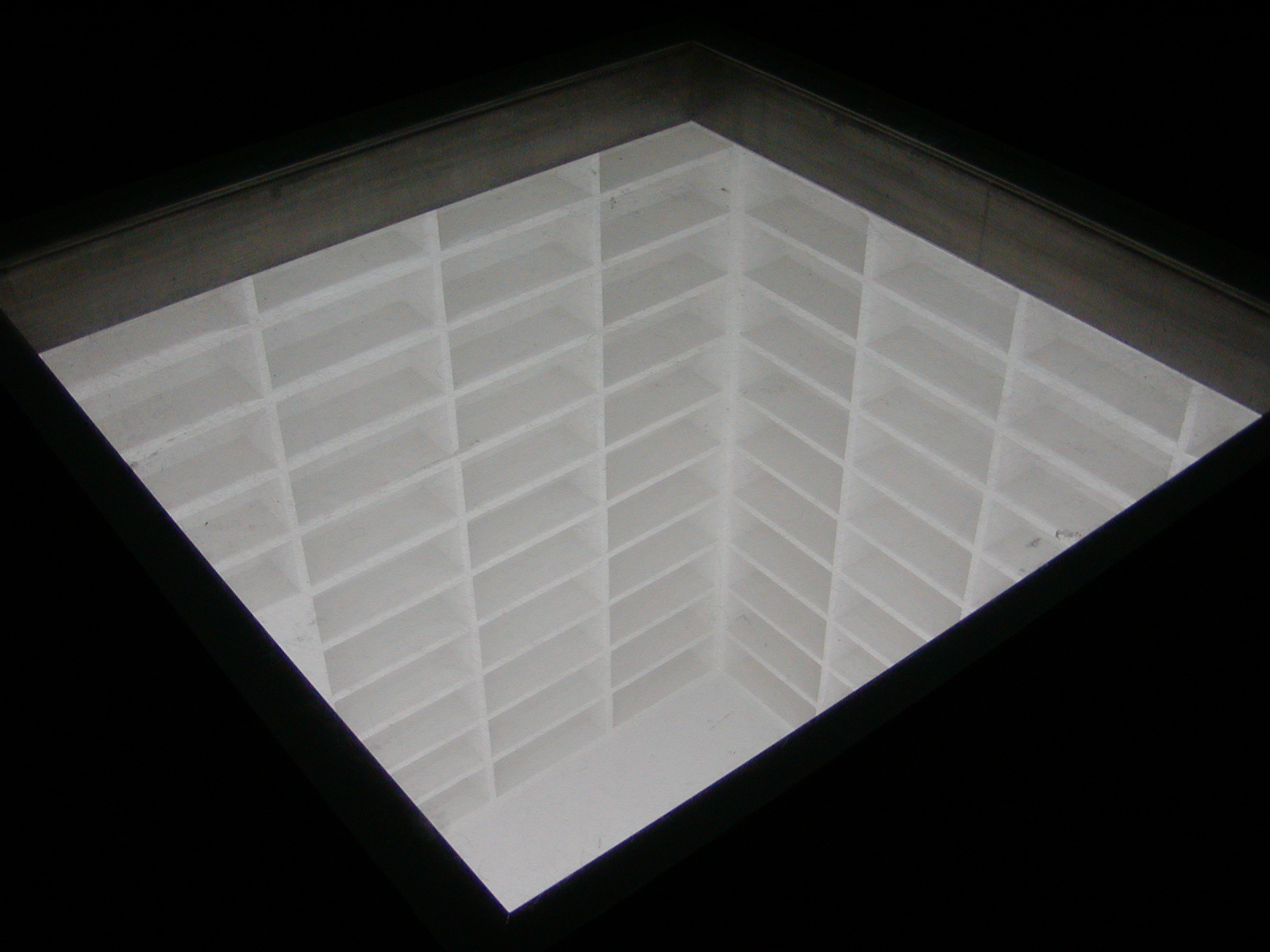
В память о ночи сожжения книг 10 мая 1933 года, мемориал на площади Бебеля. Берлин, 1995

Миха Ульман (нем. Micha Ullman, род. 11 октября 1939, Тель-Авив, подмандатная Палестина) — израильский художник и скульптор.

## Биография и творчество
В 1960—1964 учился в Иерусалимской академии изобразительного и прикладного искусства, с 1965 — в Лондонской центральной школе искусств и ремесел. Начинал с живописи в манере абстрактного экспрессионизма. В настоящее время — представитель концептуального искусства, занимается лэнд-артом и др.

## Педагогическая деятельность
Преподавал в Иерусалиме, Дюссельдорфе, Хайфе, Берлине. С 1991 — профессор Академии художеств в Штутгарте.

## Признание
- Премия Кете Кольвиц (1995)
- Премия Ханса Тома (2005)
- Государственная премия Израиля (2009)

и другие награды